# Мюллер, Фридрих (веймарский канцлер)
Фридрих фон Мюллер (нем. Friedrich von Müller; 13 апреля 1779, Кунройт, — 21 октября 1849) — канцлер Саксен-Веймар-Эйзенахского Великого герцогства.
В 1806—07 годах добился у Наполеона сохранения самостоятельности Веймара и уменьшения военной контрибуции (ср. его «Erinnerungen aus den Kriegszeiten von 1806—13», Брауншв., 1851).
Весьма образованный, Мюллер был близок к Гёте, о чём см. «Goethes Unterhaltungen mit dem Kanzler Friedr. v. M.» (изд. Burkhardt, Штутгарт, 1870).